# (346) Hermentaria
(346) Hermentaria és l'asteroide número 346, que es troba al cinturó d'asteroides. Fou descobert per l'astrònom Auguste Charlois des de l'observatori de Niça (França), el 25 de novembre del 1892.